# Vojaški ordinariat Koreje
Vojaški ordinariat Koreje je rimskokatoliški vojaški ordinariat, ki je vrhovna cerkveno-verska organizacija in skrbi za pripadnike Oboroženih sil Republike Koreje.
Sedež ordinariata je v Seulu.

## Škofje
- Angelo Kim Nam-su (22. november 1983 - 23. oktober 1989)
- Augustine Cheong Myong-jo (23. oktober 1989 - 5. november 1998)
- Peter Lee Ki-heon (29. oktober 1999 - danes)